# Алексеев, Егор Николаевич
Алексеев, Егор Николаевич (1883 — 20 апреля 1957) — известный якутский косторез, член Союза художников СССР.

## Биография
Родился в 1883 году в наслеге II Тыллыма Мегинского улуса Якутии. Умер 20 апреля 1957 года в Якутске.
По признанию искусствоведов, мастер своим творчеством способствовал становлению и развитию косторезного дела как искусства в послевоенные годы. Он владел разными приемами ремесла, но более всего преуспел в традиционной рельефной и сквозной резьбе («Якут кавалерист, разящий врага», пластины: «Охота на медведя», «Охотник, едущий на оленях» — 1947; гребень «Песец», 1953).
Выполненный им нож для разрезания бумаги, известный под названием «Якутия» (1949) был подарен И. Сталину. Ныне хранится в Национальном художественном музее Республики Саха (Якутия).